# Aphaneramma
Aphaneramma là một chi lưỡng cư tuyệt chủng. Hóa thạch của chúng được tìm thấy ở Bắc Mỹ, và lên đến 2 m (7 ft), với một hộp sọ dài 23 cm. Hàm Aphaneramma rất dài, giống như Cá sấu Ấn Độ và có răng nhỏ. Thích ứng này cho thấy nó có thể đã săn đuổi cá.